# Shunta Nishiyama
Shunta Nishiyama (西山 峻太 Nishiyama Shunta?, nacido el 25 de julio de 1989 en Kanagawa) es un futbolista japonés que se desempeña como defensa.

## Trayectoria

### Clubes
| Club          | País  | Año    |
| ------------- | ----- | ------ |
| YSCC Yokohama | Japón | 2012 - |

## Estadística de carrera

### J. League
| Club          | Año   | J. League | J. League | Copa J. League | Copa J. League | Total | Total |
| Club          | Año   | Part.     | Goles     | Part.          | Goles          | Part. | Goles |
| ------------- | ----- | --------- | --------- | -------------- | -------------- | ----- | ----- |
| YSCC Yokohama | 2014  | 15        | 0         | -              | -              | 15    | 0     |
| YSCC Yokohama | 2015  | 7         | 0         | -              | -              | 7     | 0     |
| YSCC Yokohama | 2016  | 24        | 1         | -              | -              | 24    | 1     |
| YSCC Yokohama | 2017  | 29        | 4         | -              | -              | 29    | 4     |
| Total         | Total | 75        | 5         | 0              | 0              | 75    | 5     |